# Ponte del parco
Il Ponte del parco (in ucraino Парковий міст через Дніпро?, Parkovyj mist čerez Dnipro, letteralmente Ponte del parco attraverso il Dnepr), è un ponte pedonale sul fiume Dnepr a Kiev, che collega la città con l'isola di Trukhaniv (in ucraino Труханів острів?). Si tratta dell'unico ponte pedonale sul Dnepr.

## Storia

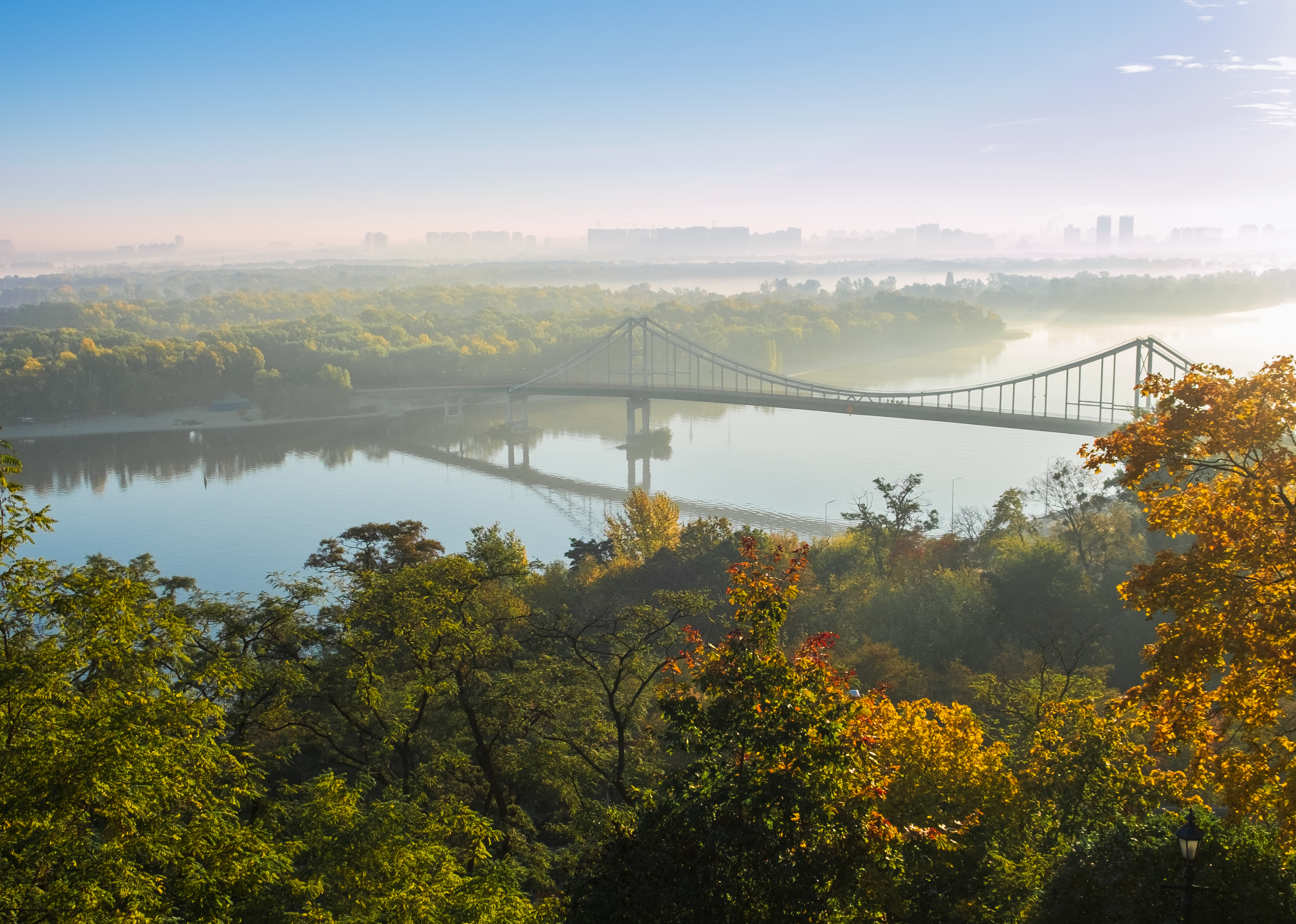
Vista del ponte

Il ponte, talvolta chiamato anche Ponte pedonale attraverso il Dnepr, è stato costruito tra il 1956 e il 1957 per collegare la città di Kiev all'isola di Trukhaniv, situata al centro del fiume, dove si trovano spiagge e un parco pubblico. L'inaugurazione ha avuto luogo il 3 luglio 1957.
Nel 2017 il ponte è stato ristrutturato, con il rifacimento delle ringhiere e del manto stradale. È stata inoltre tracciata una corsia ciclabile al centro della strada, come parte della pista ciclabile che attraversa la città collegando il quartiere di Troješčyna con Piazza Europa.

## Descrizione
Il ponte, destinato al traffico pedonale e ciclabile, ha una lunghezza complessiva di 429 metri. La parte centrale, realizzata in acciaio saldato, è costituita da un ponte sospeso con la campata centrale lunga 180 metri e le due campate laterali di 60 metri ciascuna. I piloni a cui sono ancorati i cavi portanti raggiungono un'altezza di 32 metri.

L'impalcato, largo 7 metri, è situato circa 26 metri al di sopra del livello del fiume e questo permette il passaggio delle imbarcazioni sotto di esso.
La sua caratteristica silhouette ha fatto sì che diventasse uno degli elementi più riconoscibili del panorama di Kiev.